# Chapterhouse
Chapterhouse foi uma banda de 'Dream pop' e 'Shoegaze' formada em 1987 na cidade de Reading, Reino Unido. Ela era constituída por:
Andrew Sherriff (vocais & guitarra)
Simon Rowe (guitarra)
Stephen Patman (vocais & guitarra)
Russell Barrett (baixo)
Ashley Bates (bateria e vocais)
Após assinarem um contrato com a editora Dedicated em 1990, lançaram o EP 'Freefall', que foi bem recebido, principalmente pela faixa 'Falling Down'. Após eles lançaram outros diversos EP's, como 'Sunburst', que teve a participação da cantora Bilinda Butcher na faixa 'Satin Safe'; e 'Pearl', com participação de Rachel Goswell na famosa faixa título. O primeiro álbum da banda foi 'Whirlpool', lançado em 1991, marcou a entrada mais profunda da banda no gênero 'Shoegaze'. O álbum teve várias novas versões de músicas anteriormente lançadas nos EP's, como 'Pearl', 'Falling Down' e 'Something More'. O álbum não foi muito bem recebido inicialmente, nem ganhou muita atenção do público, mas hoje em dia, 'Whirlpool' está na lista de 50 melhores álbuns de rock da Rolling Stone. As faixas mais aclamadas do álbum são 'If You Want Me', que contém 24 guitarras tocando ao mesmo tempo, e 'Treasure', uma sinfonia dissonante e barulhenta, mas bonita também, de 6 minutos.
No verão de 93, a banda lançou o EP 'Mesmerise', que se tornou o maior sucesso da carreira deles, até sendo excelentemente aclamado por Robert Smith, do The Cure. Após isso, lançaram mais alguns singles, 'She's a Vision' e 'We Are the Beautiful', que futuramente iriam fazer parte do álbum 'Blood Music'. Este foi lançado quase no fim de 1993, junto com uma variante de si mesmo, com longas faixas, representando os elementos e estética do álbum, junto com o grupo Global Communication. E marcou a grande mudança de estilo da banda após as críticas de 'Whirlpool'. O álbum foi bem recebido, porém foi retirado de mercado rapidamente por causa de vários pontos de plágio por todo o álbum. Após isso, a banda se separou, somente lançando em 1996 uma coletânea com B-sides, demos e músicas em geral, de nome 'Rownderbowt'.
A discografia da banda esteve indisponível até 2006, quando a editora Cherry Red Records relançou "Whirlpool", unificado com as faixas dos EP's 'Freefall', 'Sunburst' e 'Pearl'.
A banda se reuniu durante 2006-2012 para fazer uns shows, relembrar o passado e celebrar o re-lançamento de 'Whirlpool'. 
Recentemente, a banda anunciou o relançamento de todo seu catálogo, mas somente nas plataformas digitais.